# Christian Fridrich
Christian Fridrich (* 1966 in Wien) ist ein österreichischer Fachdidaktiker für Geographische und Sozioökonomische Bildung sowie Autor. Er ist Hochschulprofessor (Pädagogische Hochschule Wien), Privatdozent an der Universität Graz und Lehrbeauftragter an der Universität Wien.

## Leben
Christian Fridrich absolvierte nach der Matura am BGBRG Wien XI das Lehramtsstudium für Hauptschulen an der Pädagogischen Akademie des Bundes in Wien (u. a. bei Wolfgang Sitte) und das Lehramtsstudium für Höhere Schulen am Institut für Geographie der Universität Wien und schloss beide Studien mit der jeweiligen Lehrbefähigung ab (Hauptschule/Neue Mittelschule und AHS). Am Institut für Geographie der Universität Wien verfasste er seine fachdidaktische Diplomarbeit mit dem Titel „Projektunterricht und das Fach Geographie und Wirtschaftskunde in der Sekundarstufe I und II. Theoretische Grundlagen, Materialien und Anregungen für die Projektarbeit“ (bei Helmut Wohlschlägl) und ebenso seine fachwissenschaftliche, sozialgeographisch orientierte Dissertation „Konstitution, Reproduktion und Fragmentierung sozialer Wirklichkeiten im österreichisch-slowakischen Grenzgebiet“ (bei Norbert Weixlbaumer und Peter Weichhart). An der Umwelt-, Regional- und Bildungswissenschaftlichen Fakultät der Karl-Franzens-Universität Graz verfasste er seine Habilitationsschrift mit dem Titel "Sozioökonomische Bildung in Österreich – Didaktik sowie empirische Befunde zur Umsetzungspraxis im Rahmen des Trägerfaches Geographie und Wirtschaftliche Bildung".
Nach den beiden erlangten Lehrbefähigungen unterrichtete Christian Fridrich von 1988 bis 1997 an Wiener Hauptschulen und AHS, u. a. am Schulpraxiszentrum. 1995 nahm er die Lehrtätigkeit an der Pädagogischen Akademie des Bundes in Wien auf. Seit dem Jahr 1997 ist er Hochschulprofessor (PH 1) an der Pädagogischen Hochschule Wien (bzw. an deren Vorgängerinstitution), leitet dort den Fachbereich Geographische und Sozioökonomische Bildung und ist auch Forschungskoordinator. Zusätzlich ist er Privatdozent am Institut für Geographie und Raumforschung der Karl-Franzens-Universität Graz und Universitätslektor für Fachdidaktik im Fach Geographie und wirtschaftliche Bildung am Institut für Geographie und Regionalforschung der Universität Wien.
Christian Fridrich ist Berater und Co-Autor der beiden Schulbuchreihen „unterwegs“ und „global“ sowie des „ÖBV – Freytag & Berndt Schulatlas“ und Konsulent für das Werk „Österreichisches Wörterbuch“ (alle: Österreichischer Bundesverlag). Seit 2009 ist Fridrich Gründungsmitglied und Mitherausgeber der Reihe „Forschungsperspektiven“ zur Bildungsforschung beim Lit Verlag sowie Mitherausgeber der fachdidaktischen Zeitschriftenreihe „GW-Unterricht“ und Obmann des Trägervereins „Verein für geographische und wirtschaftliche Bildung“. An der Bildungsinstitution Österreichisches Gesellschafts- und Wirtschaftsmuseum ist er Mitgestalter und Kurator der Dauerausstellung „Otto Neurath – Sprechende Zeichen“ und gestaltet dort die Reihe „Das elektronische Wirtschafts-ABC (Serie A)“ zur Förderung der wirtschaftlichen Allgemeinbildung von jungen Menschen. Des Weiteren ist er Mitbegründer und Beiratsmitglied der Symposium-Reihe „Konsum neu denken“, Leiter der 2016 neu gegründeten „Fachgruppe für Geographische und Sozioökonomische Bildung“ (GESÖB) der wissenschaftlichen Institution Österreichische Geographische Gesellschaft und Gründungsmitglied der Gesellschaft für sozioökonomische Bildung und Wissenschaft (GSÖBW).
Überdies leitet(e) Christian Fridrich Forschungs- und Entwicklungsprojekte, z. B. beim Jubiläumsfonds (Oesterreichische Nationalbank), für das Bundesministerium für Bildung und das Bundesministerium für Arbeit, Soziales und Konsumentenschutz, für das Österreichische Gesellschafts- und Wirtschaftsmuseum, im Rahmen von EU-Hochschulkooperationen Comenius 2.1 und 3.1, bei „Sparkling Science“ (Bundesministerium für Wissenschaft, Forschung und Wirtschaft), für die Kammer für Arbeiter und Angestellte etc. Er ist Initiator, Mitbegründer und Mitherausgeber von zwei wissenschaftlichen Reihen beim Verlag Springer VS.

## Werke (Auswahl)
- Projektunterricht und das Fach Geographie und Wirtschaftskunde. Theoretische Grundlagen und Anregungen für die Projektarbeit in der Sekundarstufe I und II. 2. Aufl. Institut für Geographie der Universität Wien, 2000, ISBN 3-900830-24-X.
- Christian Fridrich (Hrsg.): From the Margin to the Centre. Capturing the Perspectives of Young People from European Minority Groups. Drava, 2006, ISBN 978-3-85435-477-2.
- Christian Fridrich (Hrsg.): Kids erforschen ihre Alltagswelten. Was mich bewegt. PROverbis, 2010, ISBN 978-3-9502912-2-3.
- Kids erforschen Energie aus der Tiefe. Intentionen, Ergebnisse und Konsequenzen des Sparkling-Science-Projekts „Enerkids“. PROverbis, 2011, ISBN 978-3-9502912-3-0.
- Christian Fridrich (Hrsg.): Donau. Wieser Verlag, 2012, ISBN 978-3-99029-014-9.
- Christian Fridrich (Hrsg.): Donaudelta. Wieser Verlag, 2014, ISBN 978-3-99029-073-6.
- Christian Fridrich, Renate Hübner, Karl Kollmann, Michael Piorkowsky, Nina Tröger (Hrsg.): Abschied vom eindimensionalen Verbraucher. Springer VS, 2017, ISBN 978-3-658-15057-0.
- Tim Engartner, Christian Fridrich, Silja Graupe, Reinhold Hedtke, Georg Tafner (Hrsg.): Sozioökonomische Bildung und Wissenschaft. Entwicklungslinien und Perspektiven. Springer VS, 2018, ISBN 978-3-658-21217-9.